# Pálffy Árpád
Pálffy Árpád (Hodgya, 1931. február 1. – Csíkszereda?, 2023. július 7.) székelyföldi keramikus, szobrász, RMDSZ-politikus.

## Élete
Szülei, Pálffy Imre és Józsa Katalin földművesek voltak, kulákok. Hárman voltak testvérek.
Elemi iskoláit Hodgyán, majd Székelyudvarhelyen végezte, ahol 1950-ben, a mostani Tamási Áron Gimnáziumban érettségizett. Érettségi után 10 évig volt földműves.
1960-ban Csíkszeredában az Olt szövetkezet kerámiarészlegén díszítő munkás. 1963-ban a csíkdánfalvi feketekerámia-részleg felelőse, ahol új kerámiamodelleket is tervezett. 1964-ben az Olt Szövetkezet főtechnikusává nevezték ki, feladata volt az összes népművészeti részleg irányítása, majd 1965-ben a Hargita Művészete Szövetkezet alelnöke lett. Később a Faipari Feldolgozó Üzemhez került tervezőnek. 
1989-ben részt vett a csíkszeredai RMDSZ városi, valamint megyei egységeinek a megszervezésében. A 21 körzet megszervezése után megválasztották a városi RMDSZ alelnökévé, majd később elnökévé. Innen ment nyugdíjba 1990-ben. Csíkszeredában él, saját tervezésű házában.

## Művészeti tevékenysége
- Megyei és országos kiállításokon való részvétel
- Hét egyéni tárlat, amelyeken átlag 120 darabbal szerepelt
- A kalotaszentkirályi református templom kazettás mennyezetének tervezése és kivitelezése
- A Kalotaszentkirályon található Ady-emlékmű rézből készült domborműve[4]
- 2015-ben a Magyar Nemzeti Galéria Sors és jelkép. Erdélyi magyar képzőművészet 1920–1990 c. kiállításán egy korongolt portré[5]
- Hodgyán a művelődési ház előtti székely kapu (2004)[6]
- Korongolt legényfej a Korunk című folyóirat 1967. 1. számában[7]
- Márton Áron-emléktábla (Csíkszereda, 1996.)[8]
- A Julianus Alapítvány által adományozott Julianus-díj szobrának elkészítése[9]
- A Csíki Játékszín színpada fölötti fríz mozaik (Gaál Andrással és Márton Árpáddal közös munka)[10]
- A Dsida Jenő-emléktábla reliefje Beregszászon[11]

Munkái közül 120 darabot a Csíki Székely Múzeum őriz.

„Ha figyelemmel követjük a csíki népművészek mai törekvését, azt látjuk, hogy ez igen számottevő igény mellett mindinkább előtör a népi gyökerek számon tartása és gyakorlati alkalmazása. Ez a nézet szabja meg a szobrász-kerámikus Pálffy Árpád művésziségét is. Pálffy következetes munkával irtja ki a füstölt kerámiából a torzító jövevényeket és a régi formák tömörségétől indulva, a legmerészebb eljárásokig nyújtja a vasoxidos agyagot, kipróbálva számtalan iparművészeti lehetőségét. S ha korongolt fejeire gondolok (ami ez ideig egyedülálló megvalósítás), ahogy a pörgő fazekas-szerszám merev szimmetriáit tömör, de hangulatilag mozgalmas portrékká munkálja, akkor nyugodtan mondhatjuk, hogy a csíki fazekasság, melyre Imets András egész életét tette fel, népünk számottevő értékeként a hozzáértő művészek gondjaiban letisztulva fejlődik tovább.”

– Sántha Imre (Korunk, 1967. 3. 399. oldal)